# Cueta dissimulata
Cueta dissimulata är en insektsart som beskrevs av Navás 1913. Cueta dissimulata ingår i släktet Cueta och familjen myrlejonsländor. Inga underarter finns listade i Catalogue of Life.